# Irena Vrkljan
Irena Vrkljan, née le 21 août 1930 et morte le 23 mars 2021, est une écrivaine et traductrice croate. Elle est active sur la scène littéraire croate pendant plus de soixante dix ans et gagne plusieurs récompenses dont la médaille de l'Ordre de Danica Hrvatska (en) (Red Danice hrvatske).

## Biographie
Irena Vrkljan est née le 21 août 1930 à Belgrade, fille d'un représentant commercial. Elle a deux jeunes sœurs, des jumelles, de dix ans ses cadettes.
Elle commence ses études dans une école bilingue (serbe-allemand) à Belgrade. Mais avec la guerre, sa famille part s'installer à Zagreb en 1941, où elle finit ses études secondaires. Alors qu'elle a 17 ans, sa famille déménage pour Opatija. Irena Vrkljan reste à Zagreb où elle commence des études d'archéologie et d'allemand à la Faculté de Philosophie et Lettres de l'Université de Zagreb.
En 1952, elle se marie au poète Zvonimir Golob (hr) et deux ans plus tard, elle publie son premier recueil de poèmes. C'est durant cette même période qu'elle fait la rencontre du peintre Miljenko Stančić (en) avec qui elle se liera d'amitié.
Elle partage son temps entre Zagreb et Berlin, écrivant en croate et en allemand. Elle écrit aussi bien des romans que de la poésie mais aussi des scénarios pour le cinéma, la télévision et la radio. En 1960, elle est engagée par la télévision de Zagreb pour laquelle elle travaille sur une série de documentaires sur des artistes porteurs de mouvements d'avant-garde dans la culture croate (Portreti i susreti),,.
En 1964, elle fait une tournée aux États-Unis, parrainée en partie par la American Women in Radio and Television (en). En 1966, elle étudie la réalisation à l'Académie allemande du film et de la télévision de Berlin. Cette même année, elle divorce et rencontre son deuxième mari à l'académie, l'écrivain berlinois Benno Meyer-Wehlack (de), alors professeur assistant,. En 1979, elle joue le rôle de Mme Singer dans le film dramatique David ; cependant, ce sera sa seule apparition au cinéma en tant qu'actrice.
En 1984, elle publie son autobiographie Svila, škare dont elle avait commencé la rédaction dès les années 1960. Trois ans plus tard, son livre est adapté en téléfilm et sera traduit en anglais en 1999.
Elle traduit également des œuvres d'auteurs croates en allemand et inversement.
En 2005, elle reçoit le prix Vladimir Nazor pour l'ensemble de sa carrière, et l'année suivante, la médaille de l'Ordre de Danica Hrvatska (en) (Red Danice hrvatske). Bien qu'Irena Vrkljan ne suive aucun mouvement féministe, elle est considérée comme l'une des premières écrivaines croates représentant l'écriture féminine par son style et sa sensibilité,.
En 2014, son mari meurt et elle retourne en Croatie. Elle est membre correspondante de l'Académie croate des sciences et des arts (HAZU). C'est à Zagreb qu'elle meurt le 23 mars 2021 à 90 ans.

### Vie privée
Elle s'est mariée à deux reprises. En 1952 au poète Zvonimir Golob (hr) (1927-1997) dont elle divorce en 1966. Puis à l'écrivain Benno Meyer-Wehlack (de) (1928-2014),. Elle a une fille.

## Œuvres
Liste non exhaustive
- (hr) Paralele (Parallèles), 1957, poésie
- (hr) Doba prijateljstva (Le temps de l'amitié), 1963, roman
- (hr) Soba, taj strašni vrt (La chambre, cet affreux jardin), 1966, poésie
- (hr) U koži moje sestre (Dans la peau de ma sœur), 1982, poésie
- (hr) Svila, škare (Soie, ciseaux), 1984, autobiographie
- (hr) Marina ili o biografiji (Marina ou à propos de la biographie), 1985, autobiographie
- (hr) Dora, ove jeseni (Dora, cet automne), 1991, roman
- (hr) Pred crvenim zidom : 1991-1993 (Avant le mur rouge : 1991-1993), 1994, roman
- (hr) Posljednje putovanje u Beč (Dernier voyage à Vienne), 2000, roman policier

Ses œuvres sont inédites dans les pays francophones, mais son autobiographie a été traduite en anglais :
- (en) The silk, the shears and Marina, or About biography (Svila, škare), Northwestern university press, 1999, 185 p.  (ISBN 0-8101-1603-0)

Plusieurs de ses livres ont également été publiés en Italie, en Pologne, et au Japon.

## Filmographie

### Scénariste
- 1960-1971 : Portreti i susreti (« Portraits et rencontres », émission télévisée)[6]
- 1971 : Ein Vogel bin ich nicht par Tom Toelle (téléfilm, coscénariste Benno Meyer-Wehlack)
- 1987 : Svila, skare par Eduard Galic (téléfilm, adaptation de son autobiographie)

## Prix et récompenses
- 1983 : Prix Tin Ujević (en) pour U koži moje sestre (prix de poésie)[7]
- 1985 : Prix Ksaver Šandor Gjalski (hr) pour Svila, škare[7]
- 1987 : Prix Ivan Goran Kovačić (hr) pour Marina ili o biografiji[7]
- 2000 : Prix HAZU (hr) pour Posljednje putovanje u Beč[7]
- 2005 : Prix Vladimir-Nazor pour l'ensemble de sa carrière[6]
- 2006 : médaille de l'Ordre de Danica Hrvatska (en) (Red Danice hrvatske)[7]
- 2014 : Prix Kiklop (hr) pour Koračam kroz sobu (recueil de poésie)[7]